# Idempotencia (informática)
En informática, el término idempotente se usa para describir una operación que produce los mismos resultados si se ejecuta una o varias veces. Esto puede tener diferentes significados, dependiendo del contexto en que se aplique. En el caso de métodos o llamados a subrutinas con efectos secundarios, por ejemplo, esto significa que el estado modificado permanece igual luego del primer llamado. En programación funcional, sin embargo, una función idempotente es aquella que conserva la propiedad f(f(x)) = f(x).
Esta es una propiedad muy útil en numerosas situaciones, ya que su empleo hace que una operación pueda ser repetida tantas veces como sea necesario sin causar efectos involuntarios. Con operaciones no idempotentes, el algoritmo podría tener que mantener un registro de si la operación ya ha sido realizada o no.
Estrictamente, una secuencia que nunca produce efectos secundarios puede ser considerada idempotente (siempre y cuando no haya operaciones concurrentes sobre el mismo conjunto de recursos)